# Olivier Galzi
Olivier Galzi est un journaliste français de télévision, né le 26 octobre 1971 à Tunis (Tunisie).
De 1998 à 2010, il travaille sur France 2 où il est l’un des présentateurs des journaux de Télématin et l'un des présentateurs-remplaçants du journal de 20 heures. Il travaille ensuite de 2010 à 2017 sur I-Télé, présentant notamment les soirées en semaine. À partir d'octobre 2018, il rejoint LCI pour remplacer Julien Arnaud au Grand Soir, entre 22 h et minuit. En septembre 2019, Il succède à Roselyne Bachelot entre 9 h et 10 h avec 9 h Galzi.

## Biographie

### Jeunesse et études
Ancien élève du Lycée Mistral à Avignon, puis de la licence Information et communication de l'université d'Avignon et des Pays de Vaucluse, il est diplômé de l'Institut d'études politiques de Grenoble puis de l’École nationale d'administration publique à Québec.

### Début de carrière
Il commence sa carrière au Canada en 1993. Il travaille sur différents médias, de la télé (flashs info) à la radio (Radio Canada) en passant par la presse écrite (La Presse).
De retour en France en 1995, il anime, sur La Cinquième, Ma souris bien-aimée, un magazine portant sur les nouvelles technologies et le multimédia. En 1996, Olivier Galzi réalise pendant 3 mois des reportages pour ABC à Miami. À l'issue de cette pige, il devient journaliste dans le service « Économie et Informations générales » de la rédaction de France Télévisions.

### 1998 - 2010: présentateur sur France 2
En 1998, Olivier Galzi devient le présentateur des journaux télévisés de 7 h et 8 h dans l'émission Télématin sur France 2. Occasionnellement, il réalise aussi des reportages pour Envoyé spécial ou des directs pour France 2 lors des soirées électorales[précision nécessaire].
De l'été 2005 à l'été 2008, il est le présentateur-remplaçant du journal de 13 h. À l’été 2007, il assure également le remplacement de Laurent Delahousse, présentateur des journaux du week-end. À partir de septembre 2008 et la création de Télématin, le samedi, Olivier Galzi présente la « revue de presse des hebdos ». Il présente le journal de 7 h et 8 h en alternance avec Nathanaël de Rincquesen et la revue de presse en alternance avec Patrice Romedenne. Il devient parallèlement le remplaçant de David Pujadas à la présentation du journal de 20 h en semaine, succédant à Françoise Laborde. À l'été 2009, il est annoncé comme futur présentateur de l'émission Faut pas rêver sur France 3 puis finalement écarté.

### 2010 - 2017: présentateur sur CNews (ex-iTélé)
À la fin de l'été 2010, il quitte France 2 pour rejoindre la chaîne d'information en continu i>Télé et présenter La Matinale de l'info de 6 h à 9 h, avec : Amandine Bégot (les JT), Thierry Fréret (la météo), Olivier Le Foll (le sport), Capucine Graby (l'économie), Robert Ménard et Claude Askolovitch (la politique).
À la rentrée de septembre 2011, Denis Girolami, venu de RTL, lui succède à la présentation de la matinale d'i>Télé : Olivier Galzi présente les soirées du week-end de 18 h à 0 h. À partir d'octobre 2011, Olivier Galzi présente aussi un magazine de décryptage de la campagne pour l'élection présidentielle française de 2012, CQFD – Ce qu'il fallait décrypter, le samedi de 10 h 15 à 11 h. En 2012, il anime aussi les soirées électorales de la chaîne.
À la rentrée 2012, Olivier Galzi succède à Victor Robert à la présentation de La Grande Édition, avec Maya Lauqué, de 22 h à minuit.
À la rentrée 2016, son émission Galzi jusqu'à minuit est élargie de 21 h à 23 h 30 toujours en collaboration avec Soizic Boisard pour la présentation des journaux.
En juillet 2017, Olivier Galzi quitte CNews.

### 2018 - 2020: sur LCI
En octobre 2018, il rejoint la chaîne LCI pour remplacer Julien Arnaud au Grand Soir. En septembre 2019, il présente 9h Galzi, des débats avec des éditorialistes d'LCI et des politiques.
Le 16 octobre 2019, il suscite une polémique après avoir comparé le hijab à l'uniforme des SS.

### Depuis 2020
Il est responsable de la communication du groupe Edeis.
En 2025, il est candidat à la présidence de Public Sénat.

## Engagement
De 2007 à 2009, puis à nouveau de 2011 à 2015, il préside le Press club de France.